# Звулун (долина)
Долина Звулун (ивр. עמק זבולון‎) — долина на севере Израиля, расположенная вдоль Хайфского залива, и являющаяся продолжением Изреельской долины. Также встречается название «долина Акко».

## География
Длина долины достигает 14 километров, а ее максимальная ширина достигает 9 километров. Её границы — это река Нееман на севере, отделяющая её от Галилейского побережья (Западная Галилея), хребет Кармель на юге, Средиземное море на западе и Нижняя Галилея на востоке. Река Кишон пересекает долину в ее южной части.
В долине Завулон найден редкий природный минерал кармельтазит.

## Название долины
Фактически, название долины было основано на ошибке, по которой нынешняя долина Звулун принадлежала колену Асирову, согласно описанию границ суши в Книге Иисуса Навина, в то время как племя Завулоново находилось в Изреельской долине. Источник ошибки в интерпретации благословения Иакова Завулону: «Завулон будет жить на берегу моря», которая приписывает племени Завулонову территорию на берегу моря. Согласно различным интерпретациям и комментариям о противоречии между благословением Иакова и фактическим наследием племен в Книге Иисуса Навина, стих означает, что колено Завулона владело узким коридором от его наследственных земель до берега моря, но не то, что он действительно жил на берегу моря.